# Símun av Skarði
Símun av Skarði (Skarð, 3 de mayo de 1872-Tórshavn, 9 de octubre de 1942) fue un poeta, político y maestro feroés.

## Vida y obra
Se diplomó en magisterio en 1896 y trabajó como maestro de 1899 a 1942.
Una de sus obras más famosas como poeta es el himno de las Islas Feroe, Mítt alfagra land, llamado normalmente Tú alfagra land mítt ya que son las primeras palabras. Fue miembro del parlamento representando al Sjálvstýrisflokkurin o en español Partido independentista de 1906 a 1914.